# Rhyssoleptoneta
Rhyssoleptoneta is een monotypisch geslacht van spinnen uit de  familie van de Leptonetidae.

## Soort
- Rhyssoleptoneta latitarsa Tong & Li, 2007